# 50.ª Brigada Mixta (Ejército Popular de la República)
La 50.ª Brigada Mixta fue una unidad del Ejército Popular de la República que participó en la Guerra Civil Española. Durante la mayor de la contienda estuvo desplegada en el frente de Guadalajara.

## Historial
La unidad fue creada en febrero de 1937, en el frente de Guadalajara, a partir de los batallones de milicias «Pueblonuevo-Ventas n.º 4», así como efectivos procedentes de los batallones «Leones Rojos n.º 1», «20 de Julio» y el Quinto Regimiento.
La unidad quedó asignada a la nueva 12.ª División. A comienzos de marzo, todavía en fase de formación en el sector de Torija, la 50.ª BM se vio envuelta por el inicio de la ofensiva italiana en el frente de Guadalajara. En aquel momento ocupaba las posiciones de Alto Castejón, Monte Verdugal, Abánadas y Sacacorbo, que recibieron el impacto del ataque enemigo. Consecuencia del desgaste, la brigada hubo de retirarse a lo largo de la carretera de Madrid a Zaragoza y sería retirada hacia la retaguadia, en Torija. Después de que esta localidad fuese conquistada por los italianos hubo de volver al combate, sufriendo nuevas pérdidas; ello motivó una nueva retirada del frente y su envío a Guadalajara para ser sometida a una reorganización. Tras finalizar las operaciones militares la 50.ª BM fue enviada al sector Hita-Alarilla.
Durante el resto de la contienda permaneció en el frente de Guadalajara, sin tomar parte en operaciones militares de relevancia. El 10 de agosto de 1938 fue trasladada al frente de Cuenca, con puesto de mando en La Serna, pasando a quedar asignada a la 17.ª División. Posteriormente pasaría a quedar agregada a la 14.ª División.
En marzo de 1939, durante el llamado golpe de Casado, algunos de sus efectivos formaron parte de la potente columna que —al mando del mayor de milicias Liberino González— marchó sobre Madrid en apoyo de las fuerzas «casadistas». Tras el final de los combates regresó al frente de la Alcarria, donde permaneció hasta el final de la guerra.

## Mandos
Comandantes
- Mayor de milicias Eduardo Barceló Llacuri;[5][6]
- Comandante de infantería Francisco Jiménez Durán;
- Mayor de milicias Santiago Tito Buades;
- Mayor de milicias Alfonso Pérez Mielg;

Comisarios
- Antonio Solá Cuenca;
- Orencio López Tomal, de las JSU;[7]
- Joaquín Barco Solanas;

Jefes de Estado Mayor
- comandante de infantería Francisco Jiménez Durán;
- mayor de milicias Fernando Gil Ferragut;
- capitán de infantería Antonio Merino Fernández;
- capitán de infantería Luis Mercado Gómez;
- capitán de milicias José Alegre Ramos;